# Dania Ramirez

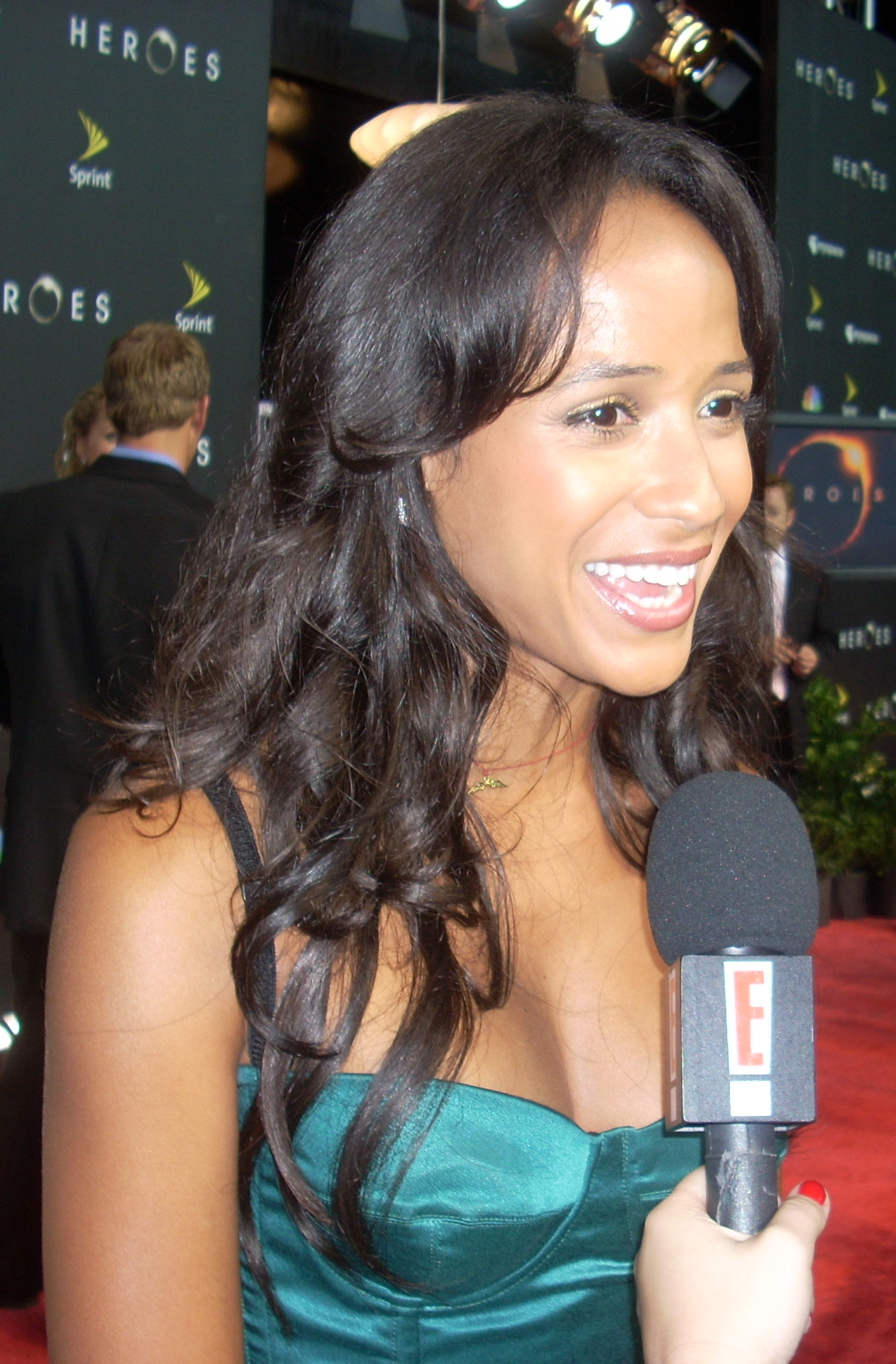
Dania Ramirez na premierze 3 sez. serialu Herosi (2008)

Dania Jissel Ramírez (ur. 8 listopada 1979 w Santo Domingo) – amerykańsko-dominikańska aktorka, która wystąpiła m.in. w filmach X-Men: Ostatni bastion, Bez hamulców i Ona mnie nienawidzi.

## Filmografia

### Filmy
| Rok  | Tytuł                              | Rola             | Uwagi       |
| ---- | ---------------------------------- | ---------------- | ----------- |
| 2002 | 25. godzina                        | Daphne           |             |
| 2004 | Little Black Boot                  | Laurie Rodriguez | krótkometr. |
| 2004 | The Ecology of Love                | Alila            |             |
| 2004 | Cross Bronx                        | Mia              |             |
| 2004 | Ona mnie nienawidzi                | Alex Guerrero    |             |
| 2004 | Gruby Albert                       | Lauri            |             |
| 2006 | X-Men: Ostatni bastion             | Callisto         |             |
| 2007 | Illegal Tender                     | Ana              |             |
| 2008 | Ball Don’t Lie                     | Carmen           |             |
| 2008 | The Fifth Commandment              | Angel            |             |
| 2008 | Kwarantanna                        | Sadie            |             |
| 2010 | Brooklyn to Manhattan              | Jessica          |             |
| 2012 | American Pie: Zjazd absolwentów    | Selena           |             |
| 2012 | Bez hamulców                       | Vanessa          |             |
| 2015 | Nieznajomy z Mojave                | det. Beaumont    |             |
| 2017 | Lycan                              | Isabella Cruz    |             |
| 2018 | Off the Menu                       | Javiera Torres   |             |
| 2018 | Legion samobójców: Piekielna misja | Scandal Savage   | głos        |
| 2019 | Jumanji: Następny poziom           | Lady in Red      |             |

### Telewizja
| Rok       | Tytuł                              | Rola                        | Uwagi             |
| --------- | ---------------------------------- | --------------------------- | ----------------- |
| 2003      | Buffy: Postrach wampirów           | Caridad                     | 3 odc.            |
| 2003      | Run of the House                   | Lucy                        | 1 odc.            |
| 2004      | 10-8: Officers on Duty             | Inez                        | 1 odc.            |
| 2005      | Romy and Michele: In the Beginning | Elena                       | film TV           |
| 2006–2007 | Rodzina Soprano                    | Blanca Selgado              | 5 odc.            |
| 2007      | Fort Pit                           | Angela Hardwick             | film TV           |
| 2007–2008 | Herosi                             | Maya Herrera                | 15 odc.           |
| 2009      | Solving Charlie                    | Veronica King               | film TV           |
| 2010      | Ekipa                              | Alex                        | 10 odc.           |
| 2013–2016 | Pokojówki z Beverly Hills          | Rosie Falta                 | gł. rola, 49 odc. |
| 2015      | Szybka pomoc                       | Camilla                     | film TV           |
| 2017–2018 | Dawno, dawno temu                  | Kopciuszek / Jacinda Vidrio | 22 odc.           |
| 2018      | Justice League Action              | Red Velvet                  | 1 odc.            |
| 2018–2019 | Opowiedz mi bajkę                  | Hannah Perez                | w gł. obsadzie    |
| 2021–2023 | Łasuch                             | Aimee                       | 15 odc.           |
| 2023–2025 | Alert: Missing Persons Unit        | Nikki Parker                | w gł. obsadzie    |